# Empresa de Cinemas Sercla
A Empresa de Cinemas Sercla, mais conhecida como Cinesercla, é uma rede exibidora brasileira, sediada na Cidade de Belo Horizonte, presente em quinze cidades de oito unidades da federação, todas elas localizadas nas regiões Nordeste, Sudeste e Sul. Atualmente, seu parque exibidor é formado por quinze complexos e 68 salas, média de 4,25 salas por complexo. Suas 11 046 poltronas perfazem uma média de 162,44 assentos por sala.

## História

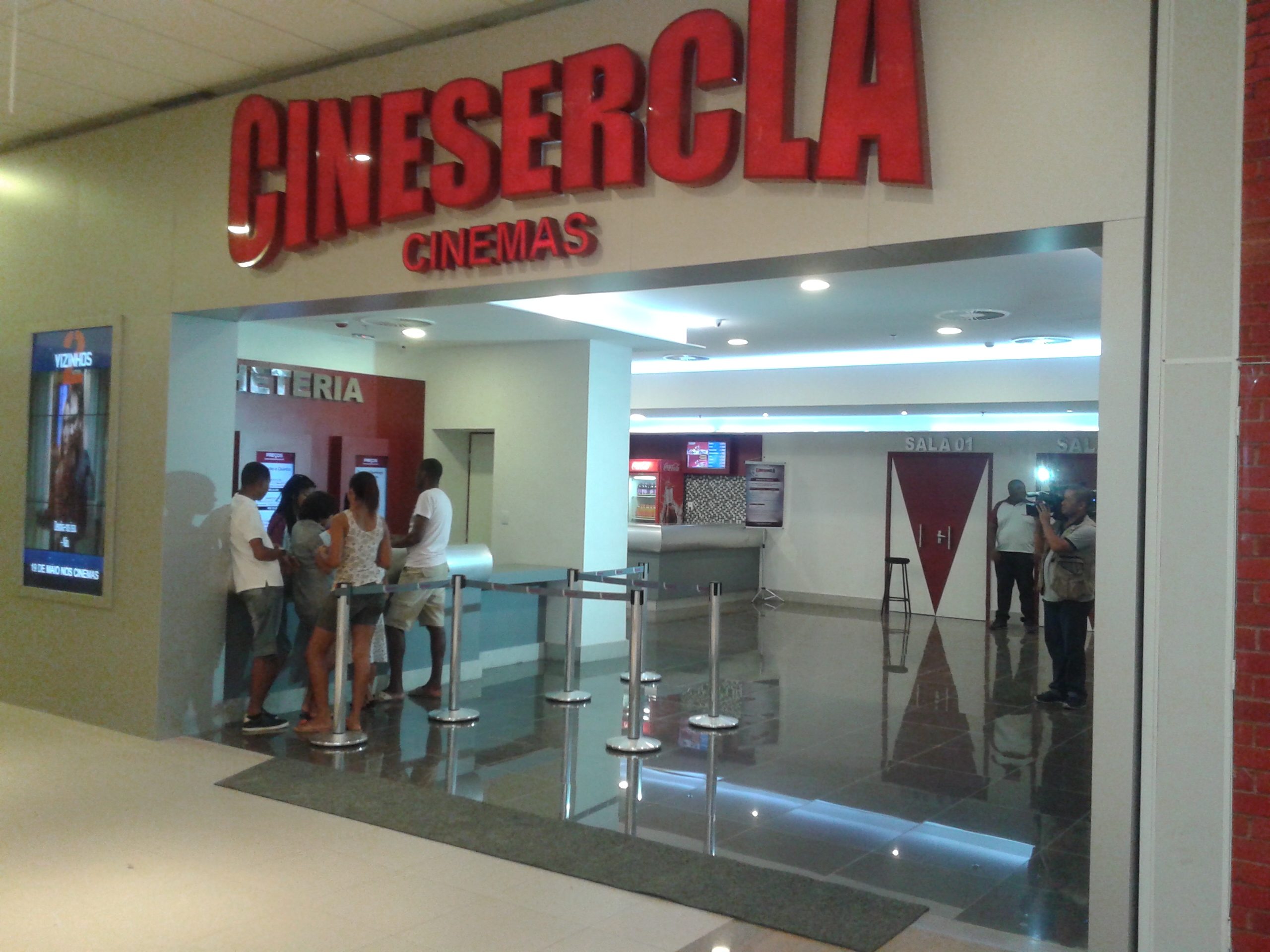
Fachada do Cinesercla do Shopping Cajazeiras em Salvador

A empresa iniciou suas atividades no ano de 1981, com a inauguração de cinemas nos estados de Rio de Janeiro e Minas Gerais. A partir do ano de 1997, a rede passou a operar cinemas localizados exclusivamente em shoppings centers.
Chegou ao Estado da Paraíba em 2000, através da inauguração de um complexo de quatro salas no Shopping Iguatemi na cidade de Campina Grande, abrindo em seguida filiais em João Pessoa, a primeira no Mag Shopping e em seguida no Shopping Tambiá (ambos os complexo de cinco salas), transformando-se no maior exibidor daquele estado.

## Modernização e Rankings
Como parte do seu processo de modernização, firmou contrato com a empresa Schalter para instalação de totens de auto-atendimento, onde o cliente pode adquirir ingressos com a utilização de cartões de débito e crédito.

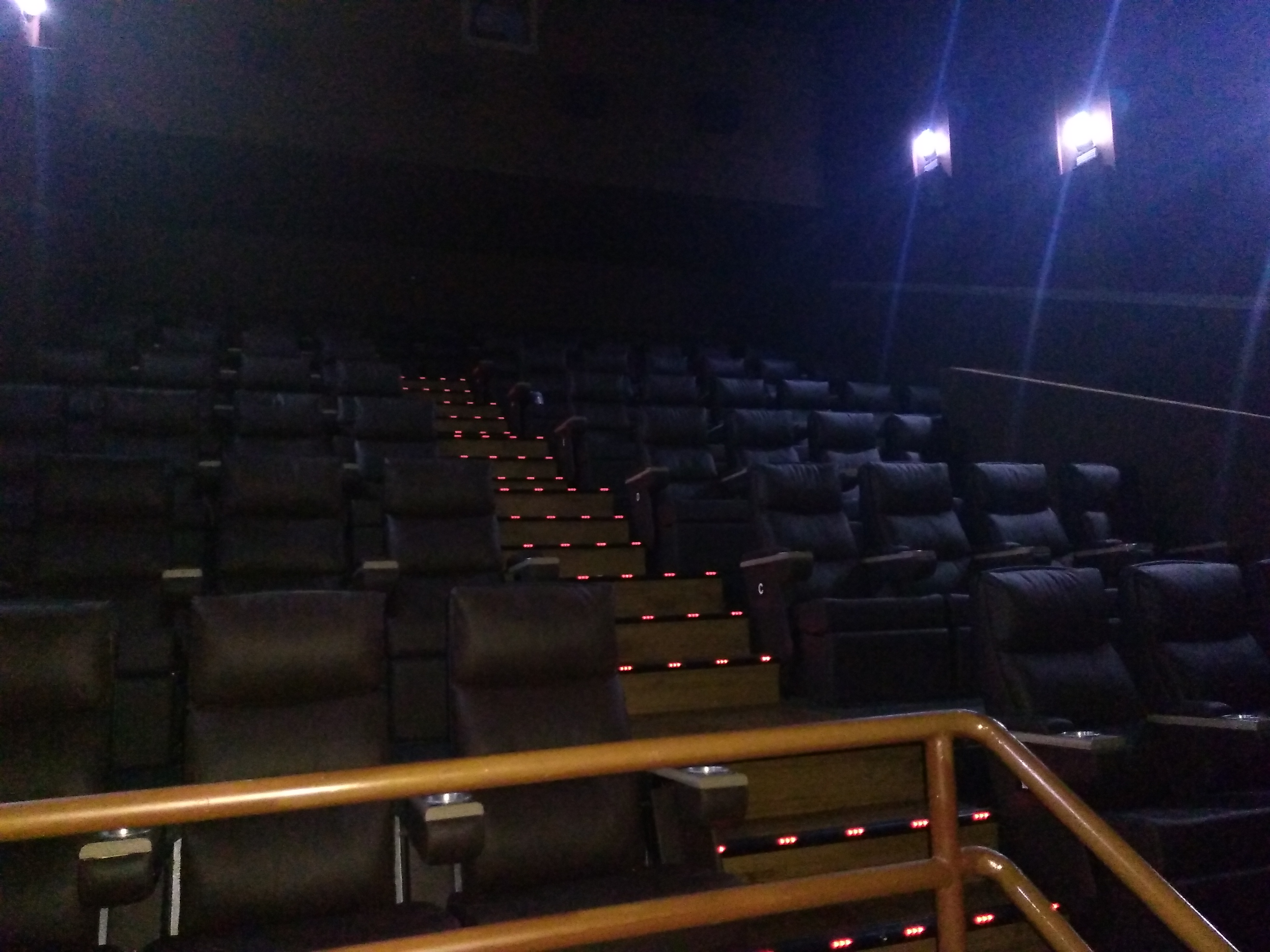
Arquibancada da Sala 4 do Cinesercla Feira de Santana, primeira sala Vip em todo o interior da Região Nordeste

De acordo com a Agência Nacional de Cinema - ANCINE, ocupou o 13.o lugar entre os maiores exibidores brasileiros por número de salas em 2014.. Com relação à digitalização (processo de substituição dos projetores de película 35mm por equipamentos digitais), a empresa atingiu 100% de suas salas no primeiro trimestre de 2015, conforme informe de acompanhamento de mercado da ANCINE. Colaborou com esse processo a empresa Quanta DGT/AAM, que atua no processo de integração entre os cinemas e as empresas distribuidoras de filmes.
A Cinesercla encerrou o ano de 2015 no 12.o lugar entre os maiores exibidores do país por número de salas (market share de 1,9%), todas elas 100% digitalizadas. O atual diretor da empresa é o empresário mineiro Cláudio Bonato.

## Público
Abaixo a tabela de público e sua evolução de 2002 a 2019, considerando o somatório de todas as suas salas a cada ano. A variação mencionada se refere à comparação com os números do ano imediatamente anterior. No período avaliado, é possível verificar-se um crescimento de 168,49% na frequência, em virtude na abertura de novas salas.
Os dados de 2008 até 2013 foram extraídos do banco de dados Box Office do portal de cinema Filme B , sendo que os números de 2002 a 2007 e 2014 a 2015 têm como origem o Database Brasil. Já os dados de 2016 em diante procedem do relatório "Informe Anual Distribuição em Salas Detalhado", do Observatório Brasileiro do Cinema e do Audiovisual (OCA) da ANCINE.
| Ano  | Público total | Ranking no país | Market Share | Variação |
| ---- | ------------- | --------------- | ------------ | -------- |
| 2002 | 678 605       | 23º             | 0,75%        | ano-base |
| 2003 | 1 375 818     | 19º             | 1,34%        | 102,74%  |
| 2004 | 1 739 866     | 17º             | 1,52%        | 26,46%   |
| 2005 | 1 202 746     | 18º             | 1,34%        | 30,70%   |
| 2006 | 1 085 749     | 13º             | 1,20%        | 9,95%    |
| 2007 | 903 624       | 19º             | 1,01%        | 16,77    |
| 2008 | 725 474       | 21º             | 0,47%        | 19,72    |
| 2009 | 1 117 230     | 18º             | 0,48%        | 54,00%   |
| 2010 | 1 267 472     | 18º             | 0,43%        | 13,45%   |
| 2011 | 1 429 006     | 17º             | 0,38%        | 12,74%   |
| 2012 | 1 576 077     | 18º             | 0,45%        | 10,29%   |
| 2013 | 1 561 219     | 17º             | 0,45%        | 0,94%    |
| 2014 | 1 661 616     | 18º             | 1,06%        | 6,43%    |
| 2015 | 1 942 644     | 16º             | 1,14%        | 16,91%   |
| 2016 | 2 156 506     | 17º             | 1,18%        | 11,01%   |
| 2017 | 2 221 139     | 15º             | 1,24%        | 3,00%    |
| 2018 | 1 821 992     | 18º             | 1,13%        | 17,97%   |
| 2019 | 1 998 964     | 17º             | 1,13%        | 9,71%    |

## Ligações Externas
- «Sítio oficial»
- Empresa de Cinemas Sercla no Facebook
- Empresa de Cinemas Sercla no X